# المقاتلة
قرية المقاتلة هي إحدى القرى التابعة لمركز طامية في محافظة الفيوم في جمهورية مصر العربية. حسب إحصاءات سنة 2006، بلغ إجمالي السكان في المقاتلة 10060 نسمة، منهم 5417 رجل و4643 امرأة.